# Obojek (BDSM)

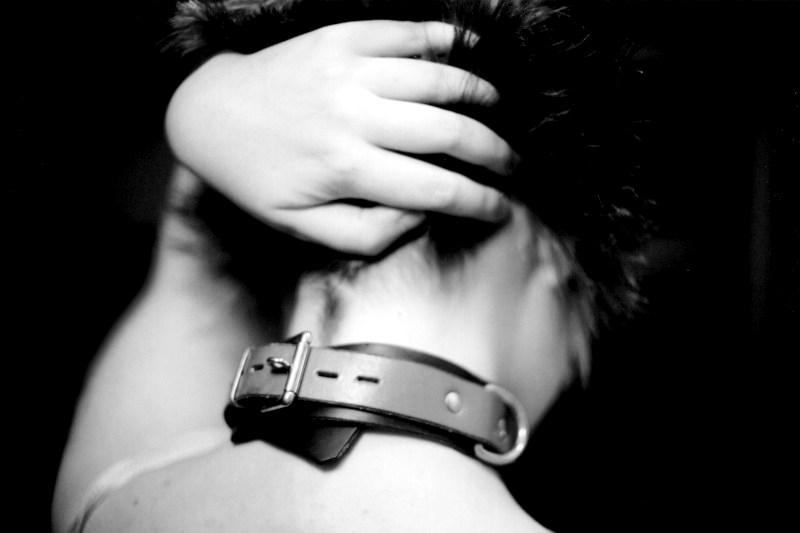
Kožený obojek

Ve světě BDSM je obojek pomůcka vyrobená z jakéhokoliv materiálu, kterou nosí na krku zpravidla submisivní partner. Vyjadřuje se tak vztah a postavení mezi dominantním a submisivním partnerem (některé obojky mají zámek, který může odemknout pouze dominantní partner). Obojek na krku může být signálem pro ostatní, že je dotyčný „vlastněn“ dominantním partnerem. Obojek však může být používán i během tzv. roleplaying (česky doslova „hraní rolí“).

## Druhy a použití
Obojky pro potřeby BDSM se vyrábějí z různých materiálů. Obvykle jsou vyráběny z kůže, existují však i obojky kovové (mohou být celokovové či tvořeny jednotlivými oky), gumové, latexové, látkové či z PVC. Pro pohodlnější nošení může být vnitřní strana obojku z měkkého materiálu. Kromě uvedených typů obojku může ale být provizorně použit i klasický psí obojek.
Rovněž tak existuje několik různých typu obojků podle způsobu uzavření či uzamčení. V závislosti na typu BDSM obojků může být uzavřen například přezkou, svorkami, maticemi a šrouby, zámkem atp. V případě soft BDSM praktik může být použit suchý zip. Šířka je variabilní, stejně jako případné zdobení obojku.
Obojek může být spojen s jinými částmi těla (například náramky na rukou či kolíky na bradavkách). Pokud je obojek vybaven „O“ či „D“ kroužkem/kroužky, je možné k němu připnout vodítko a partnera vodit.
BDSM obojky jsou používány jako módní doplněk v různých subkulturách, jako je například punk nebo gothic.